# Gyékényes
Gyékényes is een plaats (község) en gemeente in het Hongaarse comitaat Somogy. Gyékényes telt 1085 inwoners (2001).